# Мировое гражданство
В широком использовании термин «мирово́е гражда́нство» или «глоба́льное гражда́нство», как правило, означает лицо, которое ставит свою принадлежность к «мировому сообществу» выше своей принадлежности как гражданина той или иной нации, а также местности. Смысл заключается в том, что принадлежность какого-либо лица выходит за пределы географии или политических границ, и что планетарное человеческое сообщество является взаимозависимым и целостным; человечество по существу является единым. Этот термин использовался в области образования и политической философии, а также широко использовался в общественных движениях, например «Гражданин мира».

## Определение
Термин «гражданин» относится к определению принадлежности какого-либо лица к городу, государству или стране и его права на труд, жизнь и участие в политической сфере в конкретной географической области. В сочетании с термином «глобальный», он, как правило, означает лицо, которое ставит свою принадлежность к «мировому сообществу» выше своей принадлежности как гражданина той или иной нации или местности. Смысл заключается в том, что принадлежность какого-либо лица выходит за пределы географии или политических границ, и что обязанности или права возникают или могут быть получены в связи с принадлежностью к более широкому классу — классу «человечество». Это вовсе не означает, что такой человек отвергает или отказывается от своего гражданства или иной локальной национальной принадлежности; такая национальная принадлежность находится на «втором месте» по отношению к его принадлежности к мировому сообществу. В более широком смысле, эта идея вызывает вопросы о положении мирового общества в эпоху глобализации. При общем употреблении данный термин может иметь почти такое же значение, как и «гражданин мира» или «космополит», однако, он также имеет дополнительное, специализированное значение в разных контекстах.

## Применение

### Образование
В сфере образования данный термин чаще всего используется для описания мировоззрения или ряда ценностей, на которые ориентировано образование. Термин «мировое сообщество» иногда используется для обозначения ряда глобальных исследований целей обучения, поставленных для студентов, чтобы подготовить их к глобальной гражданственности.
В системе образования концепция «образования в духе глобальной гражданственности» начинает вытеснять или перекрывать такие движения, как многокультурное образование, воспитание в духе мира, воспитание в духе прав человека, образование в интересах устойчивого развития и международное образование. Кроме того, образование в духе глобальной гражданственности стремительно начинает объединять понятия вышеупомянутых движений. Концепция глобальной гражданственности была связана с премиями, присуждаемыми за содействие гуманизму. На преподавателей возложена ответственность как на агентов социальных перемен. Одри Ослер, директор Центра по вопросам гражданства и образования в области прав человека университета Лидса, утверждает, что «образование для совместной жизни во взаимозависимом мире является не дополнительным элементом, а необходимым фундаментом».
Стоит упомянуть журнал «Всеобщее образование» — цифровое издание, выпускаемое при поддержке ЮНЕСКО и УВКБ, основанное на универсальных ценностях Декларации формирующихся прав человека и призванное содействовать достижению Целей развития тысячелетия в соответствии с принципами Образования в духе глобальной гражданственности. Инициатива, выдвинутая преподавательским составом, сформулировавшим предложение, набрала наибольшее количество голосов в группе «Устойчивое развитие в целях искоренения нищеты в Рио + 20».
Учитывая, что Образование в духе глобальной гражданственности привлекает всё большее внимание, учёные исследуют эту область и разрабатывают концепции. Ниже приведены некоторые из наиболее распространённых точек зрения:
- Критическая и преобразовательная точки зрения. «Гражданство» означает быть членом, обладающим правами и обязанностями. Поэтому в рамках принципа Образования в духе глобальной гражданственности должно поощряться активное участие. Образование в духе глобальной гражданственности можно осуществлять с критической и преобразовательной точки зрения, в результате чего студенты мыслят, чувствуют и действуют. При таком подходе, в рамках принципа Образования в духе глобальной гражданственности студенты должны быть критичными к политике и способными к личным изменениям. Учителя преподносят социальные вопросы в нейтральном ключе, относя их к соответствующей группе, чтобы студенты могли понять, разобраться и каким-либо образом разрешить проблему Глобального мышления[9].
- Мировая ответственность. Грэм Пайк и Дэвид Селби считают, что у Образования в духе глобальной гражданственности имеются два направления: первое направление — Глобальное мышление — относится к пониманию мира как единой системы и обязанности рассмотрения интересов отдельных стран, учитывая общемировые потребности; второе направление — сосредоточенность на учениках — педагогический подход, поощряющий студентов к самостоятельным исследованиям и открытиям, в рамках которого каждый ученик считается личностью с неповторимыми убеждениями, опытом и талантами[10].
- Целостное понимание. Концепция Целостного понимания была основана Мерри Меррифилд, и обращает первоочередное внимание на индивидуальность по отношению к мировому сообществу. Эта концепция соответствует учебному плану, который уделяет внимание человеческим ценностям и убеждениям, глобальным системам, проблемам, истории, межкультурному пониманию и развитию аналитических и оценочных навыков.

### Философия
Глобальное гражданство в некоторых контекстах может относиться к обозначению этики или политической философии, в рамках которой предлагается, что основные социальные, политические, экономические и экологические реалии сегодняшнего мира должны рассматриваться на всех уровнях — гражданами, организациями гражданского общества, сообществами и национальными государствами — через глобальную призму. Оно относится к широкому мировоззрению, которое включает вопросы культуры и окружающей среды и принимает фундаментальную взаимосвязанность всех вещей. Политические и географические границы становятся неактуальными, а решения сегодняшних проблем рассматриваются за рамками узкого видения национальных интересов. Сторонники этой философии в качестве примера часто приводят Диогена Синопского и его заявление «Я гражданин мира (κοσμοπολίτης, космополит)» в ответ на вопрос о месте его происхождения. Санскритский термин Vasudhaiva Kutumbakam имеет смысл «мир — это одна семья». Самую раннюю ссылку на эту фразу можно найти в сборнике притч Хитопадеша. В строках Маха упанишаде VI.71-73 описывается, как можно обрести Брахман (тот самый высший, всеобщий Дух, который является источником и поддержкой необычайной вселенной). В изложении речь идёт не только о мире и согласии среди обществ в мире, но и об истине, что так или иначе весь мир должен жить вместе, как семья.